# Kombinacja norweska na Mistrzostwach Świata Juniorów w Narciarstwie Klasycznym 2021
Kombinacja norweska na Mistrzostwach Świata Juniorów w Narciarstwie Klasycznym 2021 odbyła się w dniach 9-12 lutego 2021 roku w fińskim Lahti. Zawodnicy rywalizowali w trzech konkurencjach: zawodach metodą Gundersena kobiet na dystansie 5 km, zawodach metodą Gundersena mężczyzn na dystansie 10 km oraz zawodach drużyn mieszanych.

## Wyniki

### Gundersen HS100/5 km kobiet
10 lutego
| Pozycja | Zawodniczka          | Narodowość | Czas    |
| ------- | -------------------- | ---------- | ------- |
|         | Gyda Westvold Hansen | Norwegia   | 15:24,8 |
|         | Marte Leinan Lund    | Norwegia   | +1:05,7 |
|         | Lisa Hirner          | Austria    | +1:09,0 |
| 4.      | Yuna Kasai           | Japonia    | +1:31,9 |
| 5.      | Ayane Miyazaki       | Japonia    | +1:41,3 |
| 6.      | Daniela Dejori       | Włochy     | +1:42,3 |
| 7.      | Marija Kuźmina       | Rosja      | +1:42,4 |
| 8.      | Ema Volavšek         | Słowenia   | +1:51,0 |
| 9.      | Annika Sieff         | Włochy     | +2:05,1 |
| 10.     | Mille Moen Flatla    | Norwegia   | +2:20,4 |

### Gundersen HS100/10 km mężczyzn
11 lutego
|     | Johannes Lamparter       | Austria   | 26:24,3 |
|     | Mattéo Baud              | Francja   | +49,4   |
|     | Stefan Rettenegger       | Austria   | +55,9   |
| 4.  | Otto Niittykoski         | Finlandia | +1:29,5 |
| 5.  | Andreas Skoglund         | Norwegia  | +1:48,3 |
| 6.  | Manuel Einkemmer         | Austria   | +1:55,5 |
| 7.  | Perttu Reponen           | Finlandia | +2:05,9 |
| 8.  | Kodai Kimura             | Japonia   | +2:14,8 |
| 9.  | Christian Frank          | Niemcy    | +2:27,1 |
| 10. | Eidar Johan Strøm        | Norwegia  | +2:37,6 |
| ... |                          |           |         |
| 21. | Maciej Gąsienica-Ciaptak | Polska    | +3:43,3 |
| 29. | Mateusz Jarosz           | Polska    | +4:23,6 |
| 39. | Adam Skupień             | Polska    | +6:19,7 |

### Sztafeta mieszana HS100/4x3,75 km
12 lutego
| Pozycja | Państwo           | Zawodnicy                                                                 | Czas    |
| ------- | ----------------- | ------------------------------------------------------------------------- | ------- |
|         | Norwegia          | Eidar Johan Strøm Marte Leinan Lund Gyda Westvold Hansen Andreas Skoglund | 41:29,1 |
|         | Austria           | Manuel Einkemmer Lisa Hirner Sigrun Kleinrath Stefan Rettenegger          | +4,0    |
|         | Włochy            | Iacopo Bortolas Annika Sieff Daniela Dejori Domenico Mariotti             | +52,0   |
| 4.      | Niemcy            | Christian Frank Jenny Nowak Maria Gerboth Tristan Sommerfeldt             | +53,6   |
| 5.      | Japonia           | Yuto Nishikata Yuna Kasai Ayane Miyazaki Kodai Kimura                     | +1:40,6 |
| 6.      | Stany Zjednoczone | Niklas Malacinski Alexa Brabec Annika Malacinski Even Nichols             | +3:08,7 |
| 7.      | Finlandia         | Rasmus Ähtävä Annamaija Oinas Alva Thors Otto Niittykoski                 | +3:37,8 |
| 8.      | Słowenia          | Matic Hladnik Ema Volavšek Silva Verbič Uroš Vrbek                        | +4:50,2 |
| 9.      | Rosja             | David Ibragimow Czułpan Walijewa Marija Kuźmina Eduard Żirnow             | +4:53,4 |
| 10.     | Czechy            | Petr Sablatura Tereza Koldovská Jolana Hradilová Jiří Konvalinka          | +6:04,1 |